# Nicole Ramaekers-Rutjens
N.H.C. (Nicole) Ramaekers-Rutjens (Heerlen, 8 juni 1966) is een Nederlands bestuurder en partijloos politica. Sinds 8 mei 2017 is zij burgemeester van Gulpen-Wittem.

## Biografie
Ramaekers komt uit een Heerlense katholieke familie als dochter van een ambtenaar. Ze ging er naar de meisjesschool Maria Onbevlekt Ontvangen aan de Laanderstraat en de Mater Dei School te Bekkerveld en behaalde haar havo-diploma op het Bernardinuscollege. Daarna ging ze Cultuurtechniek studeren aan de Rijkshogeschool voor Tuin- en Landbouwinrichting te Boskoop (1984–1989, in 1988 gefuseerd tot de Internationale Agrarische Hogeschool Larenstein).
Met haar man verhuisde Ramaekers als jonggehuwd stel naar het Brabantse Vlijmen. Na gesolliciteerd te hebben binnen een straal van 50 kilometer werd ze opzichter buitendienst bij de gemeente Veldhoven. Binnen een jaar verhuisde het stel ook naar deze gemeente, hier werden haar twee dochters ook geboren. Toen haar dochters ouder werden, was dit de aanleiding om haar baan bij de gemeente Veldhoven op te zeggen en werd ze in 1991 zelfstandig ondernemer met een eigen groen ontwerp- en adviesbureau.
In 2002 werd ze lijstduwer voor de lokale partij Veldhoven Samen Anders. Ondanks de vele stemmen die ze behaalde, werd ze niet verkozen in de gemeenteraad en werd ze actief als burgerraadslid. In 2006 werd Ramaekers verkozen als gemeenteraadslid van Veldhoven en in 2007 werd ze wethouder namens die partij. Ze had onder meer stedelijke ontwikkeling, bereikbaarheid, milieu, omgevingszaken en economische ontwikkeling in haar portefeuille. In 2010 en 2014 was ze tevens lijsttrekker. In 2010 vertegenwoordigde Ramaekers de gemeente Veldhoven bij het televisieprogramma De Rijdende Rechter bij een conflict over het weg moeten halen van een erfafscheiding.
In 2017 werd Ramaekers voorgedragen en benoemd tot burgemeester van Gulpen-Wittem. Bij haar aanstelling werd zij vooral geprezen om haar verbindende eigenschappen. Ramaekers-Rutjes is niet aangesloten bij een landelijke politieke partij. In februari 2019 werd Ramaekers benoemd tot Vrouw in de Media 2018 voor Limburg. Zij heeft zich in 2018 volgens 22 procent van de stemmers het beste in de media geprofileerd en ontving hiervoor een prijs. Ze wordt door de stemmers geroemd omdat ze een uitstekende ambassadeur is van (Zuid-)Limburg.
Ramaekers is getrouwd en heeft twee dochters.